# Piet Warffemius

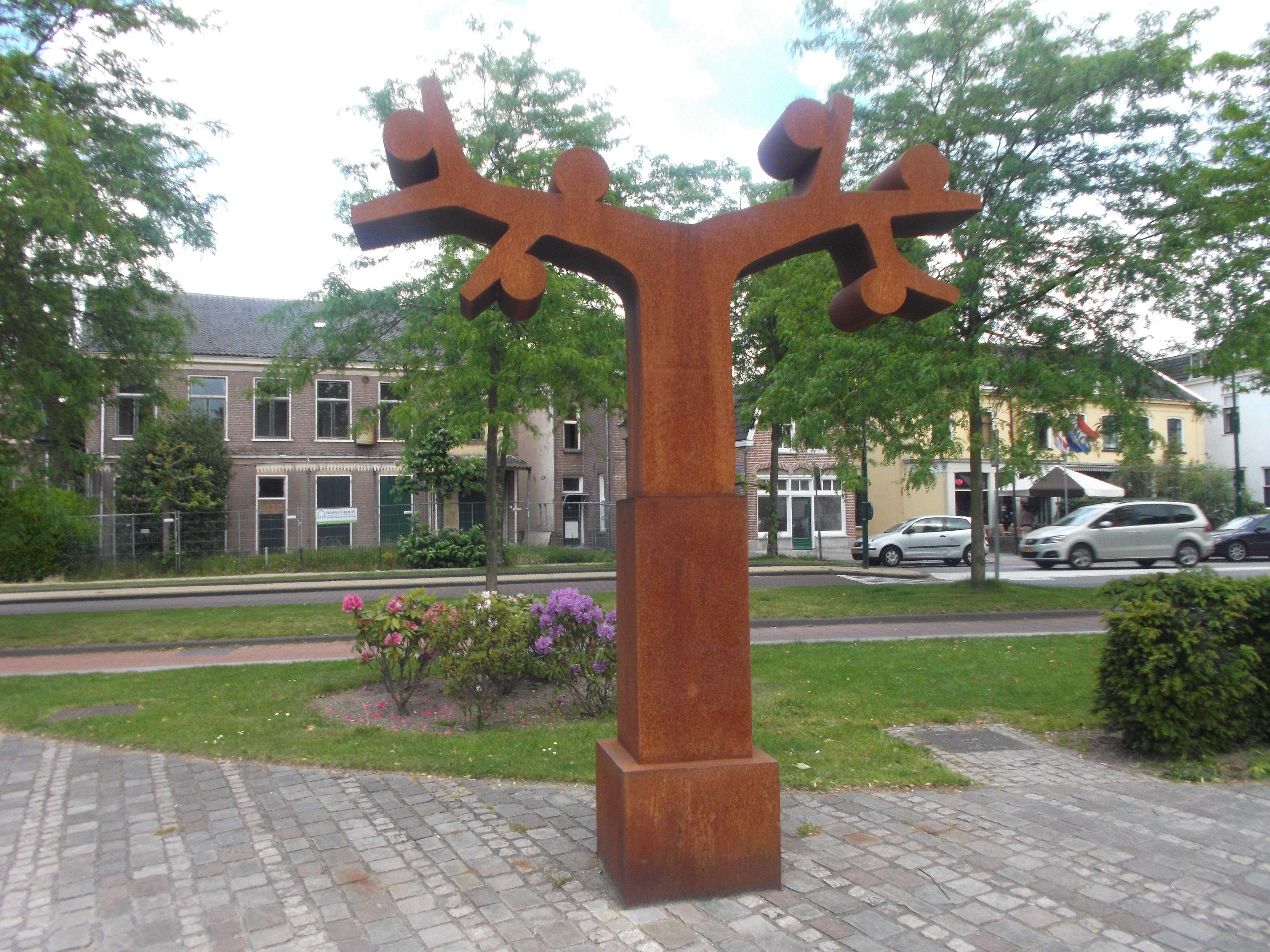
Spring, cortenstalen boom te Doorn

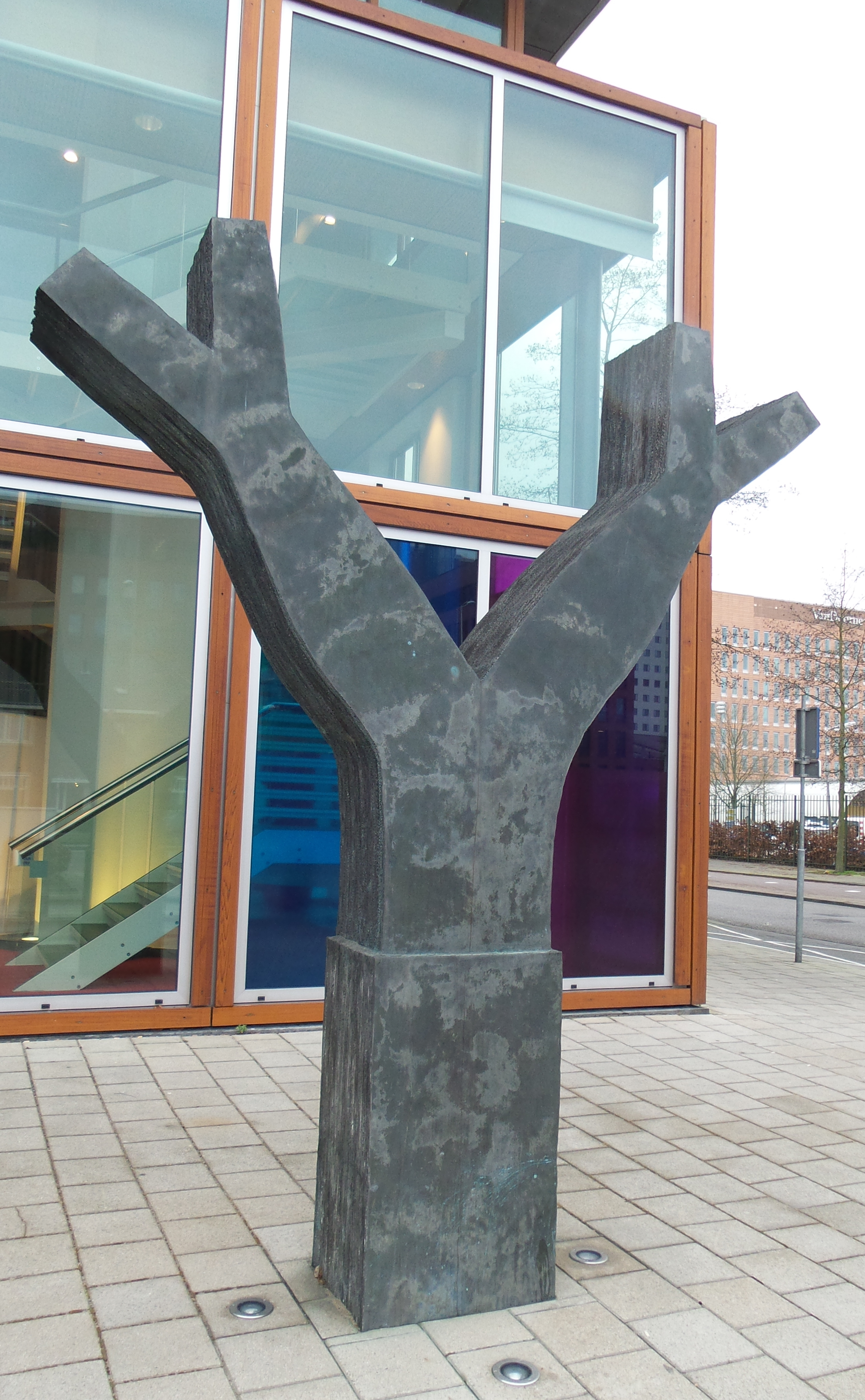
Dichotoom, 2010 te Amsterdam

Petrus Marcelus Maria (Piet) Warffemius (werkzaam onder de naam Warffemius) (Den Haag, 14 februari 1956) is een Nederlands beeldend kunstenaar.

## Leven en werk
Warffemius werd in 1956 in Den Haag geboren. Hij volgde aldaar de opleiding aan de Koninklijke Academie van Beeldende Kunsten waar hij in 1979 afstudeerde. Hij was een leerling van onder anderen Aart Roos en Auke de Vries. Na zijn opleiding was hij werkzaam op meerdere terreinen van de beeldende kunst. Hij is zowel schilder, als beeldhouwer, graficus en keramist.
Werk van zijn hand bevindt zich in de collecties van onder meer Rabobank, ING Bank, Fortis Bank, Westland Utrecht Hypotheekbank, Nationale Nederlanden, Albert Heijn, de Nederlandse Spoorwegen, KPN en diverse andere bedrijven. Ook enkele ministeries en het museum het Kruithuis in 's-Hertogenbosch bezitten werk van hem. In de beeldentuin van de Caldic Collectie in Wassenaar bevindt zich een bronzen beeld van zijn hand. In opdracht van de NS maakte hij een serie panelen die zijn gebruikt voor het interieur van de rijtuigen. Warffemius won in 1997 de Jacob Hartogprijs en in 1980 de Godonprijs. Warffemius maakt deel uit van de Potsdamer Gruppe, met onder anderen Sjoerd Buisman en Armando. In 2007 was hij gastdocent aan de academie voor beeldende kunsten in Hamburg.
Voor het Park Sytwende in Voorburg maakte hij de sculptuur Bomen en voor Doorn de sculptuur Spring, beide sculpturen werden vervaardigd in cortenstaal. Een werk zonder titel in de vorm van een boom kreeg in 2010 een plaats aan de Amstelveenseweg in Amsterdam. In opdracht van het Ministerie van Buitenlandse Zaken maakte hij een sculptuur van cortenstaal, dat geplaatst werd bij de Nederlandse ambassade in Addis Abeba in Ethiopië.